# Teatro Aarohan
Aarohan Theatre (nepalí: आरोहण नाटक समूह) (conocido comúnmente como Aarohan Gurukul y también como Teatro Aarohan y Gurukul Theatre) es un grupo de teatro en Nepal. Produce espectáculos que incorporan diversas culturas, religiones y rituales de Nepal. El grupo ha producido 15 programas de televisión para Nepal Television y ha producido diversos dramas de radio. Uno de los dramas de radio tuvo una duración de 136 episodios. El grupo ha presentado sus obras de teatro en India, China, Pakistán, Bangladés, Rusia, Corea del Sur, Tailandia, Noruega, Dinamarca y Estados Unidos. Tiene dos salas de teatro en su sede en Biratnagar.

## Historia
El Grupo de Teatro Aarohan fue fundado en 1982 por un grupo de artistas de teatro de Biratnagar y se registró en la Oficina de Administración del Distrito de Morang en Biratnagar. Posteriormente, amplió sus actividades a Kathmandu y trabajó alquilando un lugar en Purano Baneswhor, Kathmandu.
El Grupo de Teatro Aarohan expandió su trabajo a otras ubicaciones y comenzó Gurukul, la primera escuela de teatro de Nepal, en Kathmandu en 2003. Desde el establecimiento de Gurukul, el Grupo de Teatro Aarohan ha sido conocido como Aarohan Gurukul por el público y los medios de comunicación. Ubicado en Old Baneshwar y dirigido por el director de teatro Sunil Pokharel, Arohan Gurukul se convirtió en un espacio común para artistas de teatro tanto profesionales como aficionados. En pocos años, Gurukul logró construir dos salas de teatro: el Teatro Sama y el Teatro Rimal, nombrados en honor a los dramaturgos nepaleses modernos de primera generación Balkrishna Sama y Gopal Prasad Rimal.

En 2010, construyó otra sala de teatro en su sede de Biratnagar y la llamó Teatro Sushila Koirala en honor a Sushila Koirala, la primera directora de teatro de Biratnagar. Aarohan Gurukul luego contó con docenas de talentosos artistas trabajando para él. Realizaba actuaciones y publicaciones regulares, y organizaba festivales de teatro de orden nacional e internacional. El Festival Internacional de Teatro de Kathmandu, celebrado cada dos años de 2008 a 2012, se supone que fue muy instrumental para conectar a Kathmandu con el teatro del mundo exterior. También publicaba libros y revistas, y organizaba seminarios sobre teatro. Los medios de comunicación nepaleses brindaron suficiente espacio para noticias y reseñas de las actuaciones realizadas en este centro. Gurukul se convirtió en una esfera pública muy significativa en un momento en que Nepal atravesaba turbulencias políticas.
Entre los años 2003 y 2012, Aarohan Gurukul colaboró con organizaciones no gubernamentales internacionales y agencias donantes bilaterales como MS Nepal y la Embajada de Noruega en Nepal, y con oficinas del Gobierno de Nepal como la Comisión Electoral. Permaneció ocupado capacitando a grupos de teatro con sede en Kathmandu y en todo el país en Kachahari, la versión nepalesa del Teatro del Foro desarrollada por Augusto Boal. Desarrollados por Sunil Pokharel de Arohan Gurukul, los espectáculos de Kachahari se convirtieron en un medio favorito para crear conciencia sobre los derechos humanos en todo el país entre los interesados: donantes, creadores de teatro, el público y las autoridades gubernamentales. Las colaboraciones con los donantes convirtieron al Gurukul en uno de los centros de arte más ocupados de Nepal. Los artistas del Gurukul recorrieron el país presentando obras de desarrollo orientadas a mensajes sociales. Esto les proporcionó ingresos y también a los artistas. Mientras tanto, el Gurukul continuó presentando obras de teatro modernas para su audiencia en la ciudad.

## Obras de teatro y producción
- Aaruka Fulka Sapna
- Agniko Katha
- Thamelko Yaatraa
- Versión adaptada de 'Casa de muñecas' de Ibsen fue representada en Noruega.
- Mahila ka tin roop
- Yajnaseni